# Tierras altas del Weser

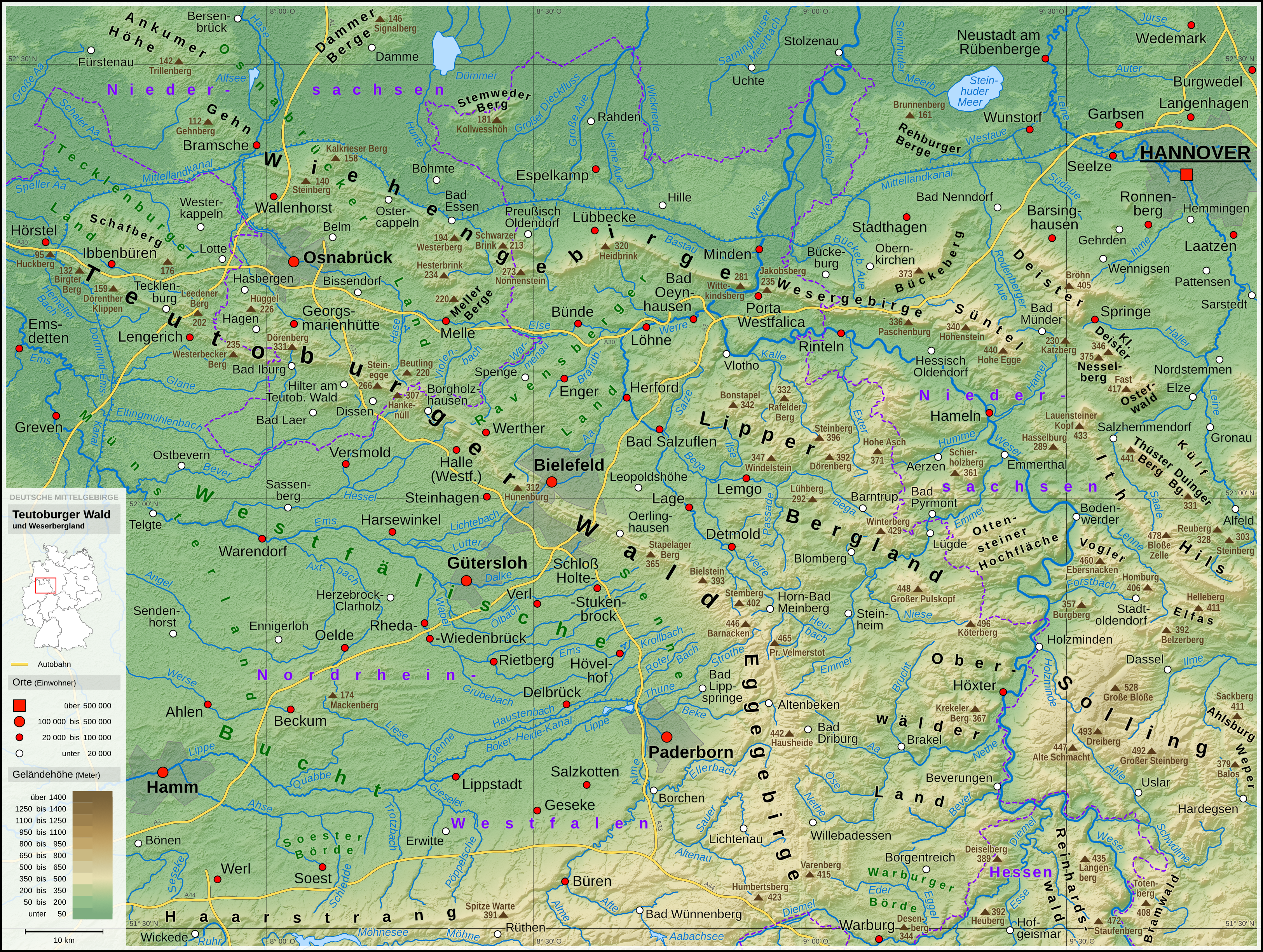
Tierras altas del Weser

Las tierras altas del Weser (en alemán: Weserbergland, pronunciación alemana: [ˈveːzɐˌbɛʁklant]) son una región montañosa de Alemania, entre Hannoversch Münden y Porta Westfalica, a lo largo del río Weser. La zona se extiende por tres estados federados: Baja Sajonia, Hesse y Renania del Norte-Westfalia. Algunas ciudades importantes de esta región son Bad Karlshafen, Holzminden, Höxter, Bodenwerder, Hameln, Rinteln y Vlotho.
Los cuentos de los hermanos Grimm están ambientados en las tierras altas del Weser, y cuenta con numerosos edificios renacentistas, que exhiben un peculiar estilo regional, el estilo renacentista del Weser. La región coincide aproximadamente con la región natural de las Colinas de Baja Sajonia definida por la Agencia Federal para la Conservación de la Naturaleza (BfN).

## Geografía

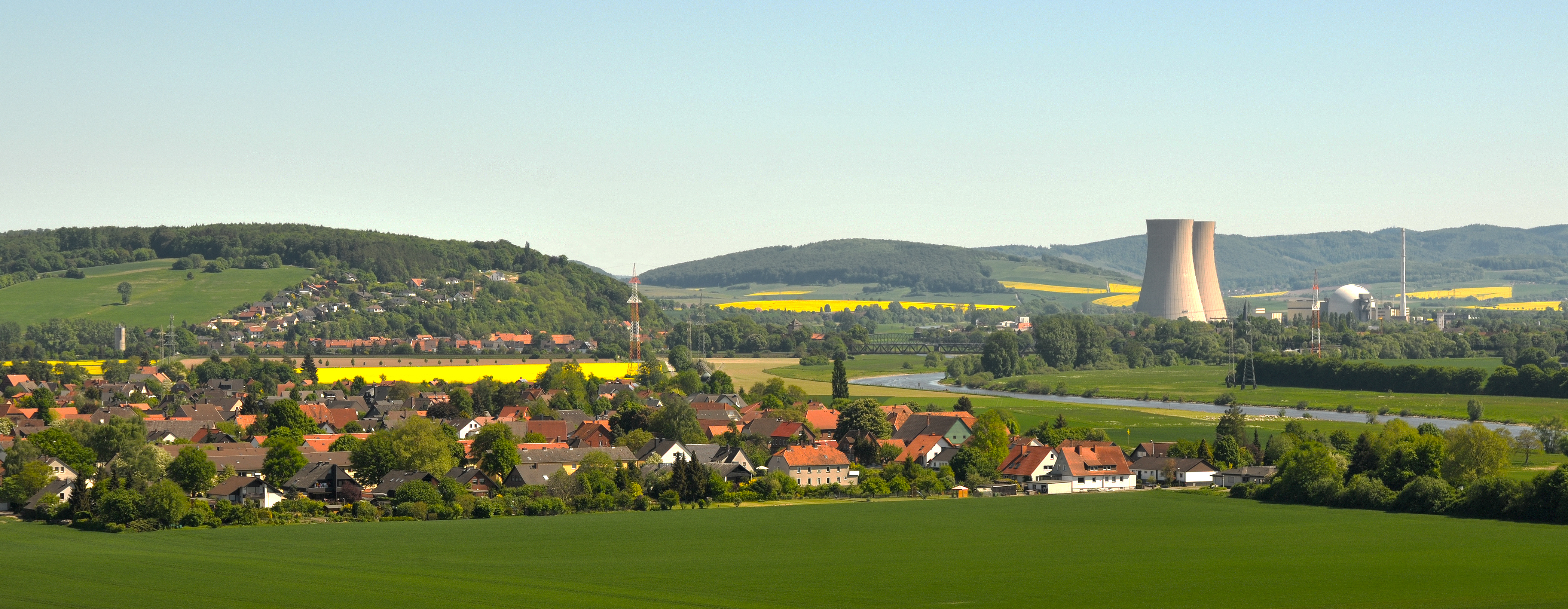
Vista desde el parque de Ohrberg hasta el pequeño pueblo de Tündern y la central nuclear de Grohnde, junto al río Weser, en el valle del Alto Weser y las tierras altas del Weser. Los campos amarillos son de colza

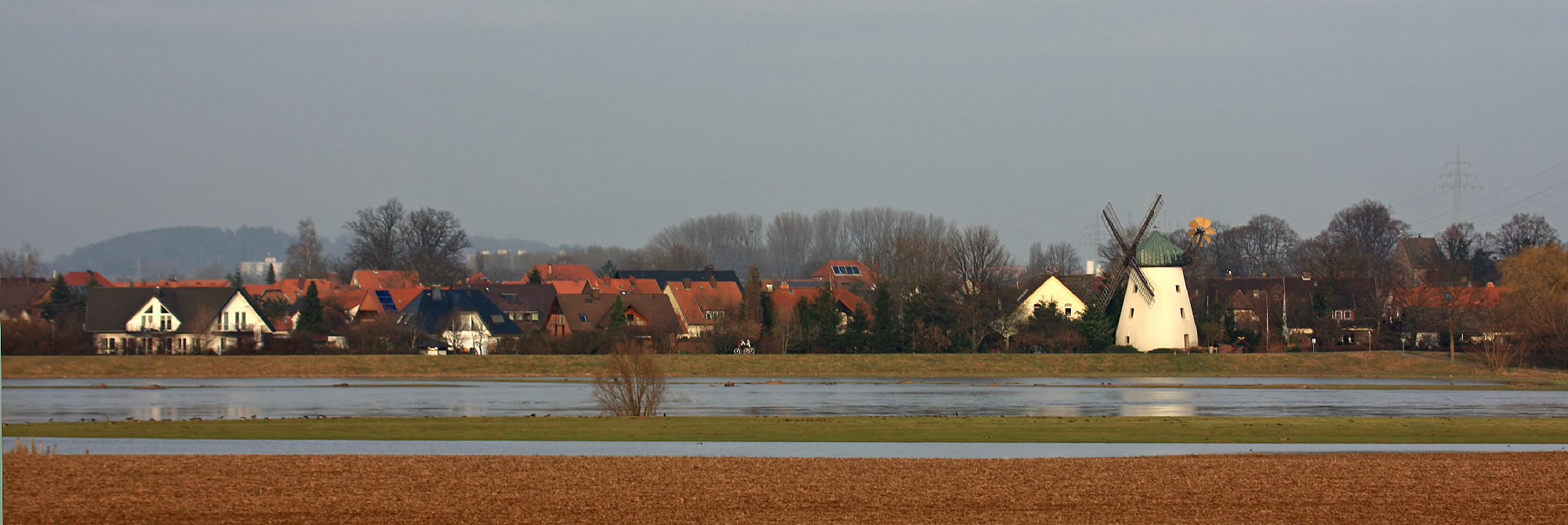
El Weser. Detrás: Tündern

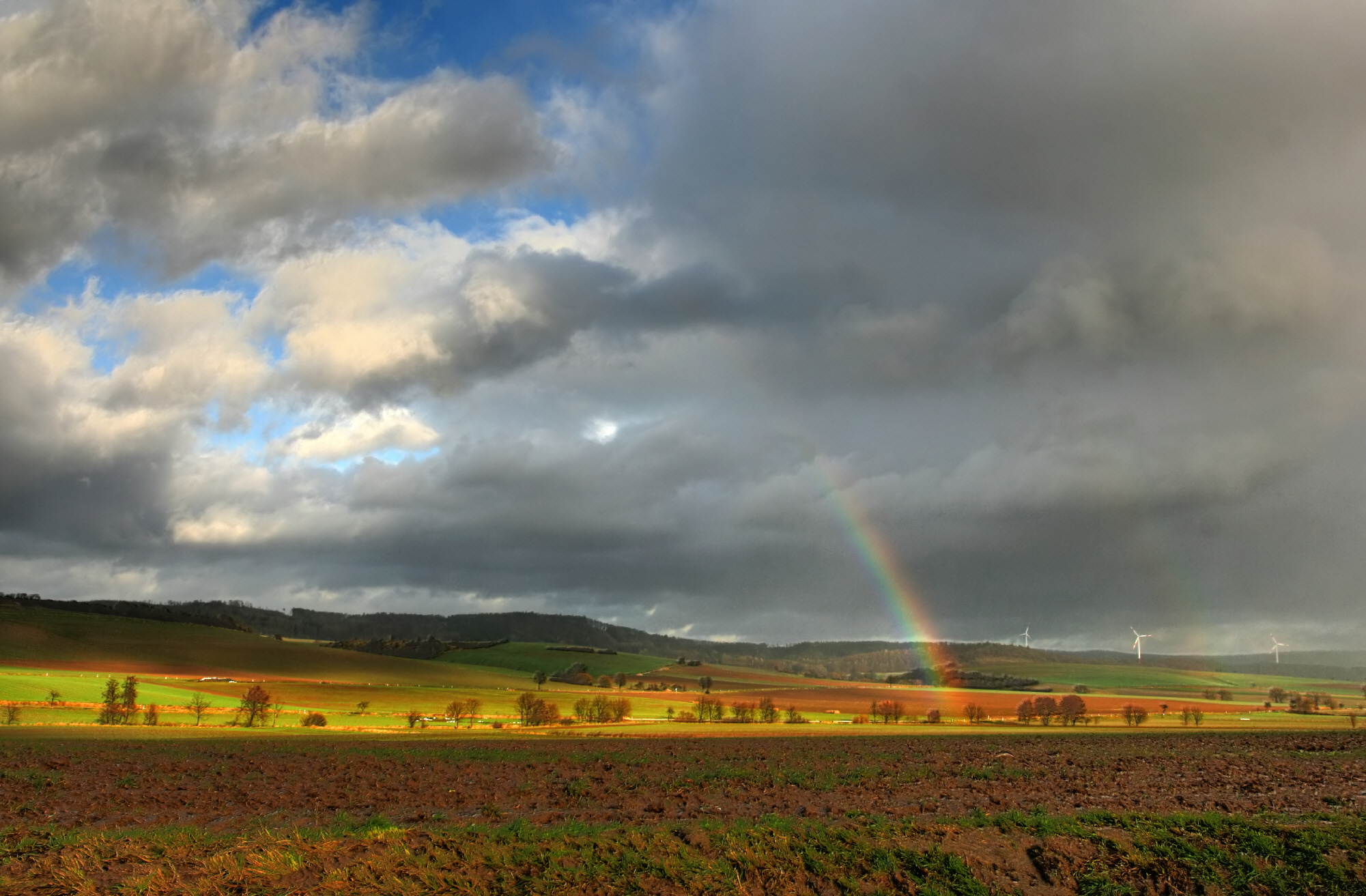
Las tierras altas del Weser

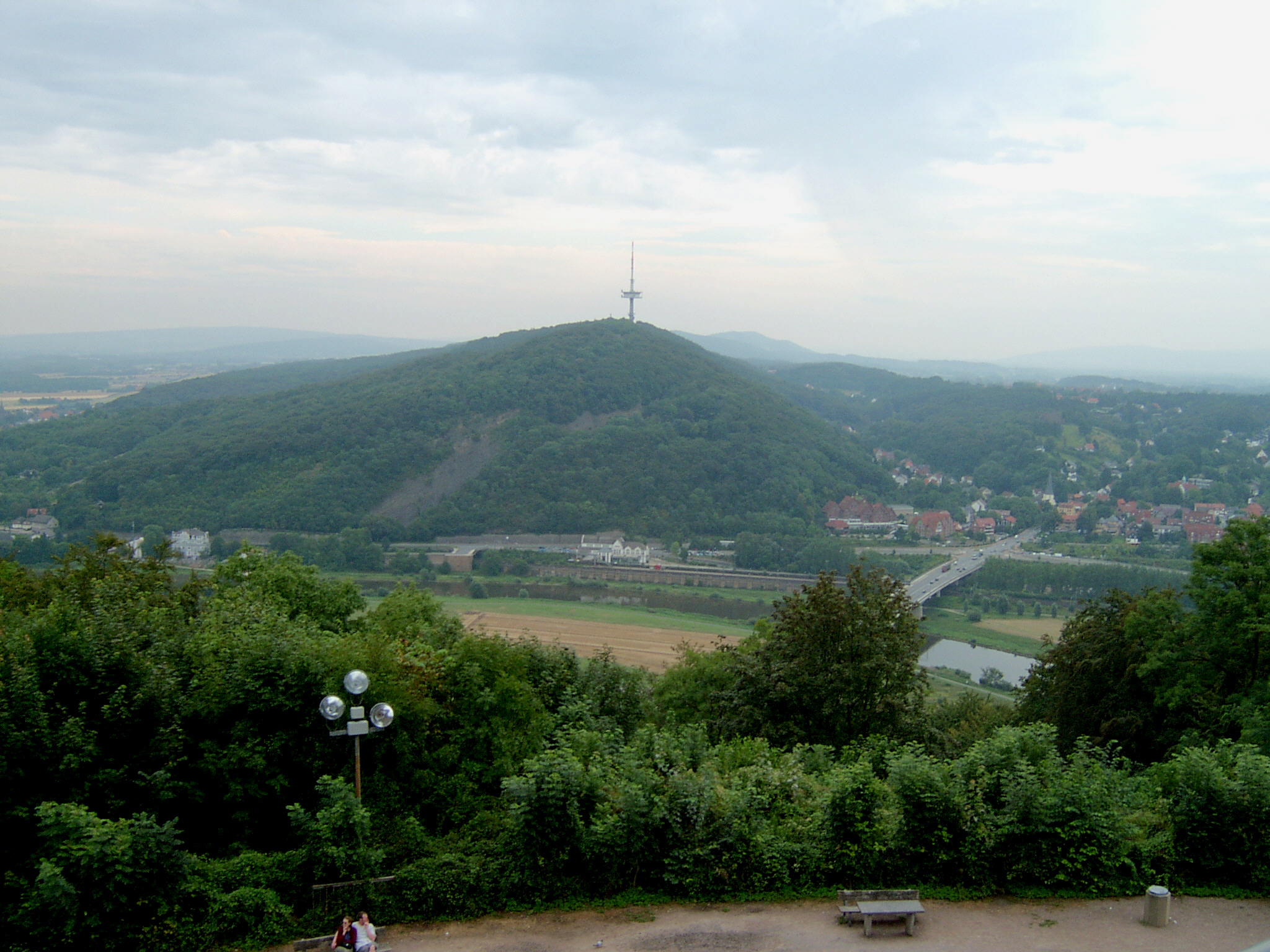
Vista de las colinas del Weser. La colina con la torre de TV es el Jakobsberg..

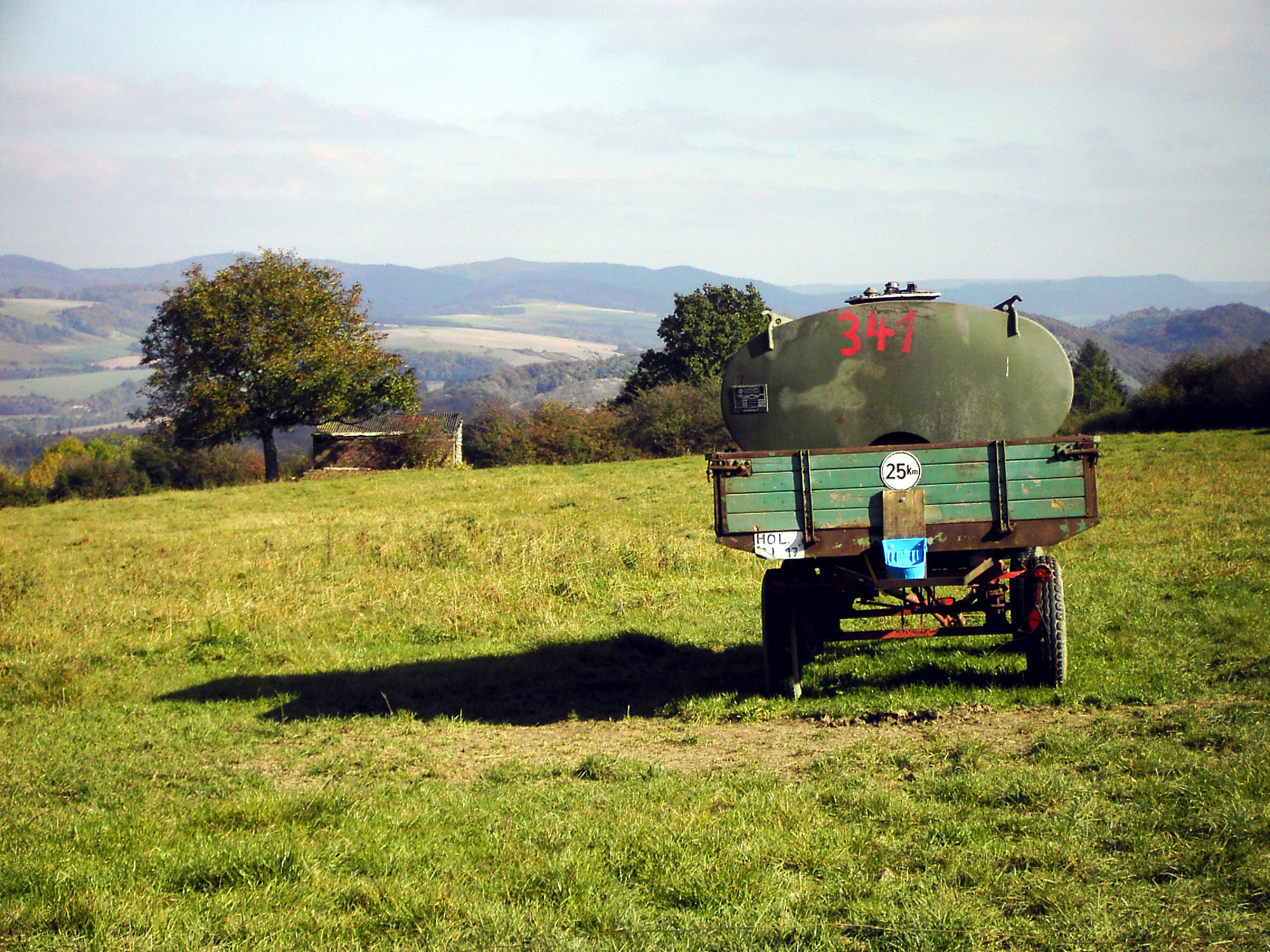
Las tierras altas del Weser entre Heinsen y Polle

Además de todo el valle del Weser entre Hann. Münden y Porta Westfalica, se consideran parte de las tierras altas del Weser varias cadenas de colinas, crestas y colinas individuales asociadas geológicamente pero claramente separadas. En su sentido más estricto, se incluirían las siguientes (de norte a sur):
| Nombre               | Altura por encima de NN |
| -------------------- | ----------------------- |
| Colinas Weser        | 326,1m                  |
| Süntel               | 440 m                   |
| Meseta de Ottenstein | 376 m                   |
| Vogler               | 460,4 m                 |
| Burgberg             | 357,5 m                 |
| Solling              | 527,8 m                 |
| Reinhardswald        | 472,2 m                 |
| Bramwald             | 408 m                   |

En el Parque Natural de Solling-Vogler, a orillas del Solling, se encuentra la mayor zona boscosa de las tierras altas del Weser. Sus bosques se extienden hacia el sur hasta el Reinardswald (en la orilla izquierda del Weser) y el Bramwald (orilla derecha), sólo interrumpidos por la cuenca insular del Uslar y el estrecho valle del Weser. Incluso en el otro extremo de los ríos Fulda y Werra -y, por tanto, más allá de las tierras altas del Weser- el denso bosque continúa hacia el sur sin interrupción significativa hasta el bosque de Kaufungen.

### Crestas notables
Además de las crestas centrales antes mencionadas, a veces también se consideran parte de las tierras altas del Weser otras cadenas y crestas. Estas incluyen principalmente las siguientes (con elevaciones máximas dadas en metros sobre el Normalnull):
| - Ahlsburg (411,4 m) - Amtsberge (392,2 m) - Bückeberg (367 m) - Burgberg (355,0 m) - Deister (405,0 m) - Elías (409,6m) | - Hils (480,4 m) - Holzberg (444,5 m) - Bosque de Homburg (406,1 m) - Ith (439m) - Kleiner Deister (345,7m) - Tierras altas de Lippe (495,8 m) | - Nesselberg (378,2 m) - Tierra del Oberwälder - Osterwald (419,2 m) - Weper (379m) - (Este) Wiehen Hills (319,6 m) |

Los últimos cambios importantes en el paisaje se produjeron durante el transcurso de las edades de hielo por los avances glaciales de la capa de hielo Escandinavian que dio lugar a gran parte de la actual llanura septentrional de Alemania.

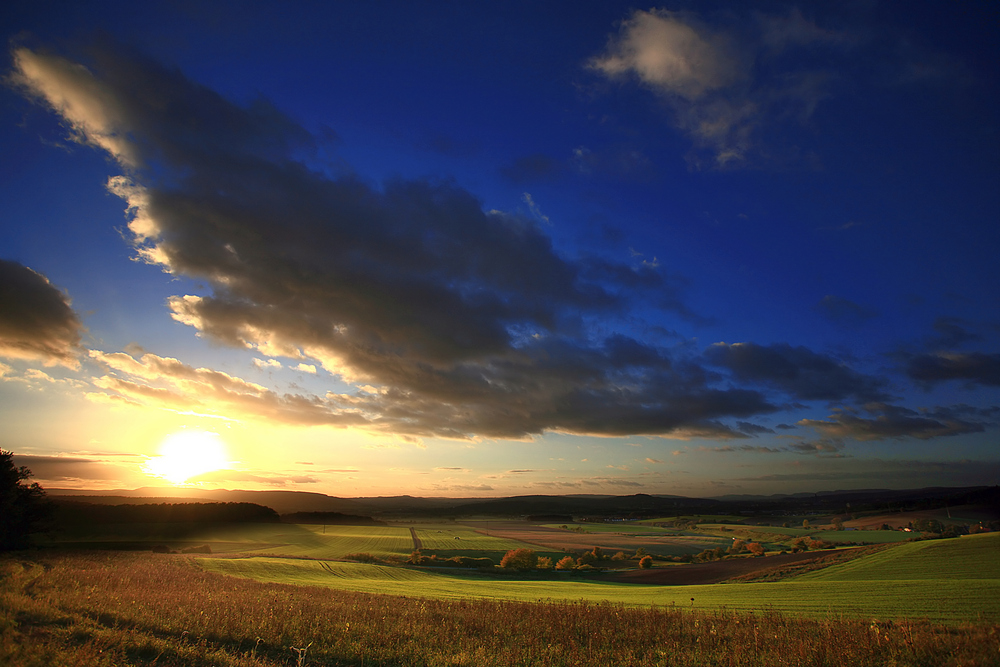
Puesta de sol en las tierras altas del Weser

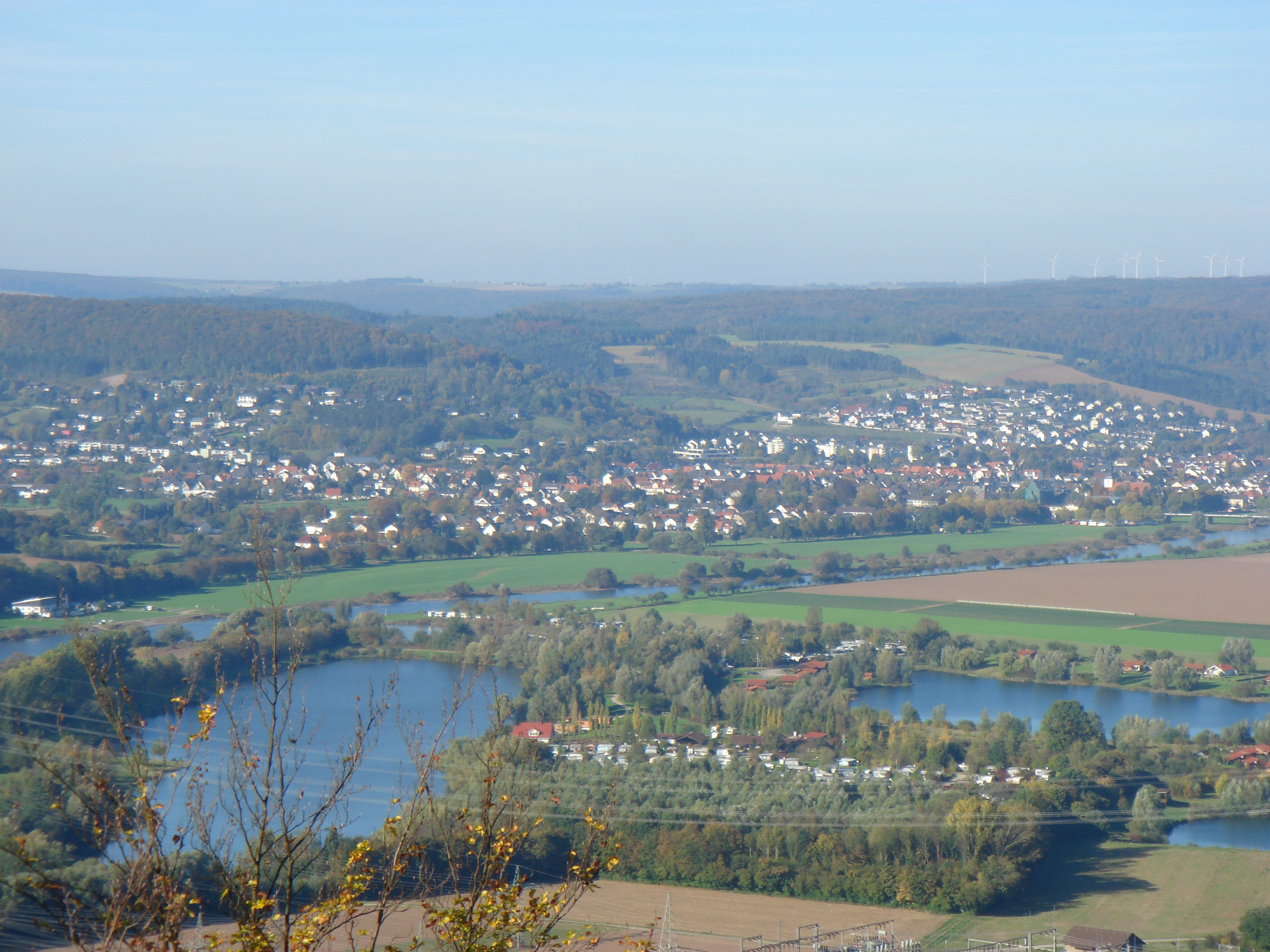
Tierras altas del Weser vistas desde Beverungen mirando al norte.

## Ciudades importantes
| - Bad Karlshafen - Bad Münder am Deister - Bad Nenndorf - Bad Oeynhausen - Bad Pyrmont - Bad Salzuflen - Bevern - Beverungen - Bodenwerder | - Dassel - Emmerthal - Eschershausen - Hameln - Hann. Münden - Hessisch Oldendorf - Höxter - Holzminden - Holzminden | - Lemgo - Minden - Porta Westfalica - Rinteln - Salzhemmendorf - Uslar - Vlotho |

## Cultura
En el pasado, las tierras altas del Weser desarrollaron su propio estilo arquitectónico. Entre 1520 y 1640 se construyeron un gran número de edificios en el llamado estilo renacentista del Weser.
Entre los personajes de la zona que han alcanzado renombre internacional se encuentran el legendario flautista de Hamelín, el barón mentiroso, el barón Munchausen, cuya inspiración en la vida real vino de Bodenwerder, y el doctor Eisenbarth, que murió en Hann. Münden.
Además, muchos cuentos de hadas de los hermanos Grimm se desarrollaron en la región, por ejemplo Blancanieves, que se supone que tuvo lugar en Alfeld, Rapunzel, que soltó su larga melena para su príncipe desde una torre del castillo de Trendelburg, o la Bella Durmiente, cuyo castillo estaba basado en el ahora en ruinas Sababurg, cerca de Hofgeismar.

## Recepción artística
El pintoresco paisaje de las tierras altas del Weser ha inspirado a numerosos paisajistas y artistas: Jacob Pins (1917-2005), Robert Batty, Christian Andreas Besemann, Carl Ferdinand Fabritius, Robert Geißler, Wolfgang Heinrich, Karl Arthur Held, Alfred Hesse, Rudolf Jahns, Herbert Mager, Anton Wilhelm Strack (1758-1829), Pascha Johann Friedrich Weitsch y August Wenderoth.

## Turismo

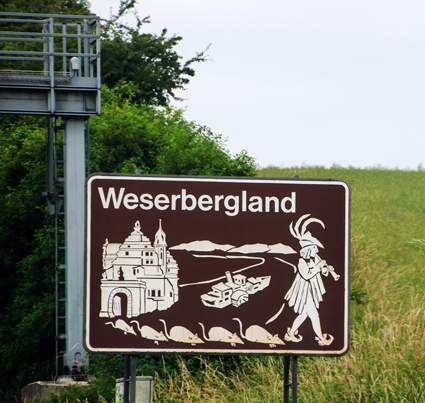
Señal turística de la autopista A 2 en Wesergebirge

Los destinos turísticos más importantes de la región, además de las ciudades históricas mencionadas anteriormente, son el parque natural Weser Uplands Schaumburg-Hamelin, el parque natural Solling-Vogler, el carril bici de unos 500 kilómetros de largo recorrido, el carril bici Weser a lo largo del río Weser. Una característica botánica son las raras hayas enanas (Süntelbuchen).
Cada vez es más importante el turismo en motocicleta. Las tierras altas del Weser, al igual que el Harz, son un destino popular para motociclistas en el norte de Alemania. En particular, el Köterberg, por ser la mayor elevación desde ese punto hasta el mar del Norte, es un popular punto de encuentro de motociclistas con una magnífica vista panorámica de hasta 80 kilómetros.
Otras atracciones notables son la cueva de Schillat, el Tonenburg en Höxter-Albaxen, el parque natural de Neuhaus, el Weserstein en Hann. Münden y varios museos como el Museo de Tecnología Agrícola de Börry, el molino de martillos de Dassel, el Museo Hugonote Alemán de Bad Karlshafen y el Museo de la Motocicleta de Wickensen.

## Economía
La región está fuertemente influenciada por el turismo. Grandes superficies también son utilizadas por la agricultura y la silvicultura y por empresas involucradas en el procesamiento de los productos de estas industrias, como los aserraderos. Desde 1747 funciona una fábrica de porcelana en Fürstenberg.